# Campagnolles
Campagnolles település Franciaországban, Calvados megyében. Lakosainak száma 555 fő (2022. január 1.). Campagnolles Beaumesnil, Le Mesnil-Robert, Souleuvre-en-Bocage és Vire-Normandie községekkel határos.

## Népesség
A település népessége az elmúlt években az alábbi módon változott:
| Lakosok száma | 361  | 364  | 417  | 440  | 482  | 514  | 535  | 548  | 555  | 555  |
|               | 1968 | 1982 | 1990 | 2006 | 2013 | 2015 | 2017 | 2019 | 2020 | 2022 |